# Девин (Болгария)
Девин (болг. Девин) — город в Болгарии. Находится в Смолянской области, входит в общину Девин. Население составляет 6077 человек (2022).
Девин является частью переходно-континентальной климатической зоны. Климат характеризуется более низкими летними температурами и сильными осадками в течение зимы. Осень теплее весны. Чистый воздух в регионе является важным фактором для развития бальнеологического и курортного туризма. Девин известен своими термальными минеральными источниками, температура которых колеблется от 16º до 76ºС.

## Политическая ситуация
Кмет (мэр) общины Девин — Здравко Василев Василев (Движение за права и свободы (ДПС)) по результатам выборов.

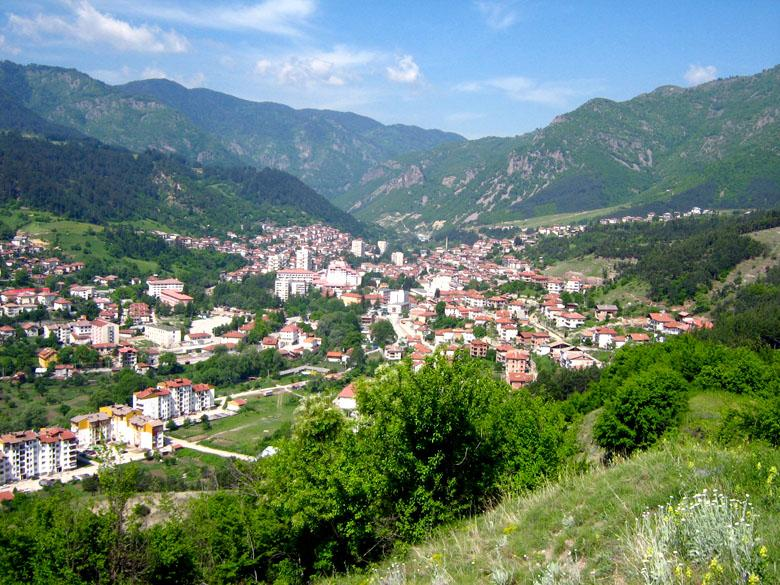
Девин